# 立澤あさみ
立澤 あさみ（たつざわ あさみ、1967年 - ）は、日本の絵本作家、デザイナー。

## 人物
多摩美術大学デザイン科グラフィックデザイン専攻　1991年卒。
イラスト・デザイン・絵本制作を手がける。
ステーショナリーメーカーにてデザイナーとして17年勤務したのち、
2008年より、フリーランスで活動開始。

## 主な著書
- 『ハッピーバースデイ・オンリーワン』出版社:ジー・シー・プレス(1998/07)
- 『Special Thanks to my BEST』出版社:ジー・シー・プレス(2001/01)
- 『Baby's here』出版社:ジー・シー・プレス(2003/07)
- 『Your history』草柳麻子(著)出版社:ジー・シー・プレス(2003/12)
- 『Happiness すてきなふたり』出版社:ジー・シー・プレス(2006/10)
- 『Dear あなたが生まれた日』 出版社:ジー・シー・プレス(2007/03)